# Wahlenbergia silenoides
Wahlenbergia silenoides är en klockväxtart som beskrevs av Ferdinand von Hochstetter och Achille Richard. Wahlenbergia silenoides ingår i släktet Wahlenbergia och familjen klockväxter. Inga underarter finns listade i Catalogue of Life.